# Régions du Mali
Pour un article plus général, voir Collectivité territoriale au Mali.
Les régions du Mali sont des circonscriptions administratives et des collectivités territoriales, constituant le premier niveau de subdivision administrative et politique de la république malienne, pays d'Afrique de l'Ouest. Depuis 2012, le pays est divisé en 19 régions et un district de la capitale Bamako. 
Chaque région est divisée en cercles qui sont, quant à eux, subdivisés en arrondissements et communes. En février 2023, le conseil national de transition adopte les lois portant sur le découpage administratif. Désormais, le Mali compte la collectivité de Bamako, 19 régions, 159 cercles, 466 arrondissements, 819 communes et 12 712 villages.

## Liste des 19 régions et district
Chacune des 19 régions porte un numéro d'ordre et un code à deux chiffres, attribué initialement d'ouest en est. Bamako avec statut spécial de district porte le code 00. La constitution des régions de Taoudénit et de Ménaka en 2016 n'a eu aucun impact sur l'ordre numérique qui préexistait. Les codes sont attribués au circonscriptions administratives (Code CA) par la loi 2023-006 et aux collectivités territoriales (Code CT) par la loi 2023-007 du 13 mars 2023.
| Code CT | Code CA | Région     | Chef-lieu      | Superficie (km2) | Population (2023) |
| ------- | ------- | ---------- | -------------- | ---------------- | ----------------- |
| 00      | 00      | Bamako     | Bamako         | 252              | 4 227 569         |
| 01      | 01      | Kayes      | Kayes          | 63 210           | 1 840 329         |
| 02      | 02      | Koulikoro  | Koulikoro      | 47 040           | 2 255 157         |
| 03      | 03      | Sikasso    | Sikasso        | 20 800           | 1 533 123         |
| 04      | 04      | Ségou      | Ségou          | 52 100           | 2 455 263         |
| 05      | 05      | Mopti      | Mopti          | 26 550           | 935 579           |
| 06      | 06      | Tombouctou | Tombouctou     | 206 000          | 974 278           |
| 07      | 07      | Gao        | Gao            | 94 846           | 727 517           |
| 08      | 08      | Kidal      | Kidal          | 151 430          | 83 192            |
| 09      | 09      | Taoudénit  | Taoudéni       | 292 000          | 100 358           |
| 10      | 10      | Ménaka     | Ménaka         | 78 100           | 318 876           |
| 11      | 13      | Nioro      | Nioro du Sahel | 23 350           | 678 061           |
| 12      | 15      | Kita       | Kita           | 35 680           | 681 671           |
| 13      | 12      | Dioïla     | Dioïla         | 12 330           | 675 965           |
| 14      | 16      | Nara       | Nara           | 31 250           | 307 777           |
| 15      | 11      | Bougouni   | Bougouni       | 36 670           | 1 570 979         |
| 16      | 14      | Koutiala   | Koutiala       | 14 600           | 1 169 882         |
| 17      | 18      | San        | San            | 14 200           | 820 807           |
| 18      | 19      | Douentza   | Douentza       | 23 310           | 170 189           |
| 19      | 17      | Bandiagara | Bandiagara     | 24 850           | 868 916           |
| Total   | Total   | Total      |                | 1 248 574        | 22 395 489        |

## Histoire
Les régions font officiellement leur apparition dans l'organisation territoriale malienne le 7 juin 1960 à l'époque de la République soudanaise, état fédéré de la Fédération du Mali, et ce, par l'entrée en vigueur d'une loi,. Une autre loi du même jour vient définir la région comme collectivité publique dotée de la personne morale et de l'autonomie financière, aptes à s'administrer librement,.
Les six régions existantes (Bamako, Kayes, Sikasso, Mopti, Ségou et Gao) sont alors dirigées par un gouverneur, nommé par le gouvernement faute d’assemblée élue.
À l'époque de l'établissement de la Première république malienne (1960-1968), entre un discours décentralisateur et une pratique centralisatrice héritée du temps de la colonisation, la priorité est donnée à la construction d'une identité nationale. En effet, les assemblées régionales élues ne sont jamais constituées et sont éventuellement remplacées par des commissions spéciales formées à partir de représentants de l'administration gouvernementale centrale.
Sous le régime de Moussa Traoré, une ordonnance est rendue le 12 juillet 1977 visant à affirmer que le territoire est subdivisé notamment en régions, à instituer Bamako en tant que district et à définir les régions comme des circonscriptions administratives déconcentrées. La région de Gao est, à cette occasion, également divisée, afin de former la région de Tombouctou.

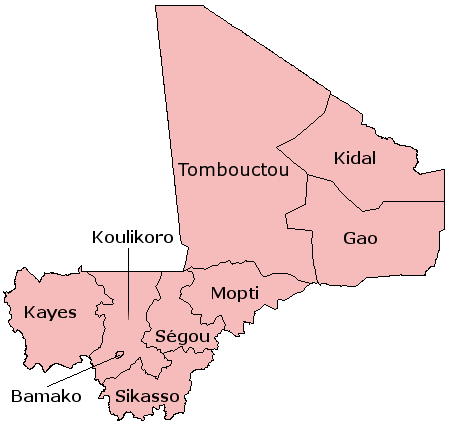
Les huit régions maliennes de 1991 à 2016.

Le 8 août 1991, une ordonnance rendue par le gouvernement dirigé par le Comité de transition pour le salut du peuple, énonce que le territoire de la république du Mali comprend le district de Bamako (divisé en six communes) et huit régions divisées en cercles.
Une loi du 11 février 1993 vient définir les collectivités territoriales du Mali, constituées des régions, du district de Bamako, des cercles, des communes urbaines et des communes rurales, chacune d'entre elles étant dotée de la personnalité morale et de l’autonomie financière et aucune ne peut établir ou exercer de tutelle sur une autre collectivité. Les collectivités s’administrent librement par des assemblées ou conseils élus qui élisent en leur sein un organe exécutif.

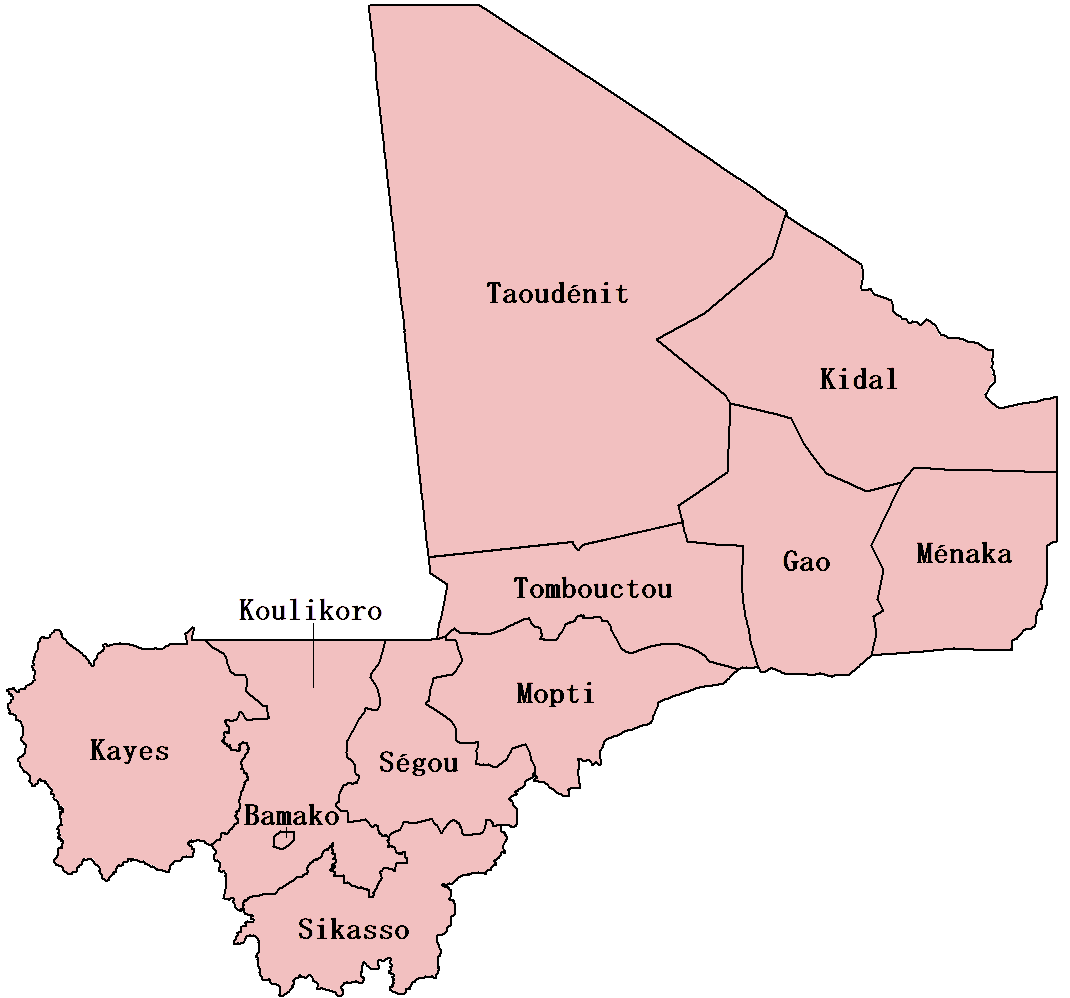
Les 10 régions maliennes de 2016 à 2023.

En 2011, le président Amadou Toumani Touré entreprend un redécoupage administratif dans le pays. Le gouvernement adopte, le 7 décembre 2011, un projet de loi prévoyant de faire passer le nombre de régions de huit à dix-neuf sur une période de cinq ans. L'objectif est de permettre à l'État et ses administrations d'être mieux représentés sur l'ensemble du territoire malien. Le 14 décembre 2011, le gouvernement adopte un projet de loi visant un nouveau découpage administratif dans le nord du pays et portant création des nouvelles régions de Tombouctou, Taoudénit, Gao et Ménaka ainsi que leurs circonscriptions, cercles et arrondissements. La guerre du Mali déclenchée en janvier 2012 ainsi que le coup d'État de mars 2012 viennent cependant suspendre inopinément la réforme.
Les modifications votées le 14 décembre 2011 ne sont mises à exécution que le 19 janvier 2016,, date où le gouvernement décide de nommer les deux gouverneurs responsables des nouvelles régions de Taoudénit et de Ménaka, ainsi que des conseils transitoires.
La loi 2012-017 du 2 mars 2012 instaure la création des onze nouvelles régions, portant leur nombre à 19 et un district.
En 2016, le pays est divisé en 10 régions : Kayes, Koulikoro, Sikasso, Ségou, Mopti, Tombouctou, Gao, Kidal, Taoudenit, Ménaka et du district de Bamako. Puis, en février 2023, un nouveau découpage administratif crée 9 régions supplémentaires : Kayes, Sikasso, Moptis, Ségou, Tombouctou, Gao, Nioros, Bougouni, Kidal, Taoudenit, Dioïla, Ménaka, Kita, Gourma, Koulikouro, Koutiala, Sanois, Douentza, Goundam, Bandiagara et Naras.
En mars 2023, la Loi 2023-006 subdivise le pays en 19 régions et un district correspondant à la capitale du pays.